# Conflicto del Falso Paquisha
El conflicto del Falso Paquisha (Alto Comaina), también llamado conflicto de Paquisha en Ecuador, es el nombre con el que se conoce a una serie de enfrentamientos armados ocurridos, en la zona de Paquisha, desde el 22 de enero al 21 de febrero de 1981, entre tropas de los ejércitos de Perú y Ecuador.
El enfrentamiento tuvo lugar en una franja de terreno perteneciente a la cordillera del Cóndor, una región montañosa fronteriza entre ambos países, pero que el gobierno ecuatoriano argumentó que no se había definido correctamente, pues el ejecutivo ecuatoriano entendía que el territorio de su país en esa zona llegaba hasta el río Marañón, permitiéndoles una salida propia al río Amazonas.
El enfrentamiento terminó con la retirada de las tropas ecuatorianas de la zona y volviendo al status quo conseguido tras la guerra del 41. Ambos países aumentarían su presencia militar en la zona de la cordillera y del Cenepa, comenzando una escalada de tensión bélica que acabaría por propiciar la guerra del Cenepa.

## Antecedentes

### Los orígenes del conflicto
La zona fronteriza entre el Perú y Ecuador ha sido un lugar de enfrentamientos armados desde los tiempos de la independencia de Hispanoamérica. Poco después de nacer a la vida independiente, se enfrentaron la Gran Colombia y el Perú (1828-1829), debido al interés de Bolívar por las provincias de Tumbes, Jaén y Maynas en posesión peruana. El resultado de esta guerra fue inconcluso debido a la disolución de la Gran Colombia, por lo que la frontera común de ambos países se quedó en Statu quo ante bellum.
La disolución de la Gran Colombia en 1830 dio origen al surgimiento de tres países: Colombia, Venezuela y Ecuador.  El Perú limitó entonces con dos de esos países en su frontera norte (Ecuador y Colombia), con los que enfrentaría problemas limítrofes. Ecuador, al nacer a la vida independiente en 1830, inicialmente no hizo al Perú ningún reclamo sobre los territorios de Tumbes, Jaén y Maynas. 
El Estado de Ecuador firmó con Perú el Tratado Pando-Novoa (1832), en el que se reconocían y respetaban los límites vigentes entre ambas naciones, hasta que se celebrase un convenio definitivo de límites. Esto último fue postergándose a través de los años, debido principalmente a las crisis internas que afectaron a ambas naciones.
En 1858, la decisión de Ecuador de pagar a sus acreedores ingleses con territorios amazónicos que el Perú consideraba suyos desencadenó un conflicto entre ambos países. El presidente peruano Ramón Castilla arguyó la defensa de la soberanía de su país y ordenó a sus fuerzas armadas a ocupar Guayaquil en 1860. Sin embargo, diversas circunstancias impidieron la celebración de un acuerdo de límites definitivo. Desde 1887 se intentó llevar el litigio al arbitraje del rey de España, pero en 1910, estando a punto de dar este monarca su sentencia (laudo), Ecuador lo desconoció, pues creyó que le sería adverso. Este suceso estuvo a punto de causar un conflicto bélico, lo que se evitó gracias a la mediación de la Argentina, Brasil y Estados Unidos.
En 1922, el Tratado Salomón-Lozano delimitó la frontera entre Perú y Colombia siendo este tratado demasiado favorable a Colombia, al ganar este país un inmenso territorio llamado el Trapecio Amazónico y acceso al río Amazonas. Sin embargo, el tratado sirvió para que el Perú ganara como aliado a Colombia, ya que esta nación apoyó desde entonces la posición peruana en el litigio peruano-ecuatoriano, anulando una posible alianza colombiana-ecuatoriana, que habría sido perjudicial para el Perú.

### Las Conferencias de Washington
Volviendo a las negociaciones peruano-ecuatorianas, estas llegaron a un punto muerto, pues el Perú insistía en el arbitraje internacional, mientras que Ecuador quería las negociaciones directas. En 1924, el Perú y Ecuador firmaron el Protocolo Castro Oyanguren-Ponce, por el cual se acordó una fórmula mixta, que consistía en combinar el arbitraje internacional con la negociación directa paralela. Para tal efecto, en 1936 los representantes de ambos países se reunieron en las Conferencias de Washington, donde fijaron una línea de statu quo en calidad de frontera provisional, tomando como base los territorios que de facto poseía cada país. Pero en 1937 las conversaciones fracasaron debido a las aspiraciones ecuatorianas de extender sus fronteras hasta el Marañón y el Amazonas, lo que implicaba afectar la legítima soberanía peruana sobre extensos territorios.
Ante las incursiones ecuatorianas en territorio peruano que violaban el statu quo de 1936, el Perú estableció una línea nutrida de puestos fronterizos, produciéndose roces y escaramuzas entre patrullas militares de ambas nacionalidades.

### El Conflicto armado Perú-Ecuador de 1941
En 1941, estalló la guerra peruano-ecuatoriana, conocida en Ecuador como la «Guerra del 41», la cual los dos países se acusaron de haber empezado el conflicto, violando el statu quo de 1936, siendo el final de este conflicto la derrota ecuatoriana. Consecuencia de este enfrentamiento armado fue la firma del Protocolo de Paz, Amistad y Límites de Río de Janeiro en enero de 1942, que dio fin definitivo al conflicto, al delimitarse la frontera entre ambos países. Sin embargo, años después de iniciarse la colocación de los hitos fronterizos, Ecuador declaró que el Protocolo era «inejecutable» y suspendió unilateralmente la demarcación de un tramo de la frontera en la Cordillera del Cóndor (1951).

### La negativa ecuatoriana de cumplir con el Protocolo
En 1960 el gobierno ecuatoriano declaró que el protocolo era nulo, pretextando que había sido impuesto a la fuerza a su país, lo que fue rechazado por el Perú, apoyado por los países garantes del Protocolo (Argentina, Brasil, Chile y Estados Unidos). La situación tensa en la frontera se agravaría en 1981.

## El conflicto
El conflicto comenzó el 22 de enero de 1981, día en el que el gobierno del Perú denunció el ataque a una de sus aeronaves que estaba realizando una misión de abastecimiento destinada a puestos de vigilancia fronterizos en el río Comaina. El presidente peruano Fernando Belaúnde Terry, ordenó la inspección del río hasta su nacimiento situado en el lado oriental de la Cordillera del Cóndor. En esta inspección se encontraron tres destacamentos ecuatorianos con sendas instalaciones en territorio considerado peruanos por parte del Gobierno peruano según los tratados anteriores. Estos destacamentos habían capturado los antiguos puestos de observación N.º 22, 3 y 4.
Ese mismo día a las 22:00, la Cancillería de Ecuador mandó a llamar al embajador de Perú, José Carlos Mariátegui, para presentar su nota de protesta, que a las 11:30 de hoy, 22 de enero de 1981, "un helicóptero militar peruano sobrevoló los puestos militares ecuatorianos de Mayaicu y Paquisha, en la zona de la cordillera del Cóndor". situado en una zona no delimitada por el Protocolo de Río de Janeiro. Una hora más tarde, a las 12:35, regresó al lugar y ametralló al puesto militar y a un helicóptero del Ejército de Ecuador que se encontraba en tierra. Debido al ataque, resultó herido de gravedad el teniente Hugo Valencia, piloto de la Fuerza Terrestre.
La posición ecuatoriana señalaba que esos destacamentos correspondían a la base de «Paquisha» establecida en territorio ecuatoriano. Pero, tras la medición de las coordenadas, se comprobó que no correspondían a la mencionada Paquisha aceptada en el Protocolo de Río de Janeiro sino, como lo calificó el presidente peruano Fernando Belaúnde, a un «Falso Paquisha», nombre que le dio para poder distinguirlo fácilmente de la primera Paquisha que sí era legal según el Protocolo de Río de 1942.
El Perú preparó un contingente para recuperar el puesto, formado sobre todo por helicópteros de transporte Mi-8TV de la Aviación del Ejército y el Grupo Aéreo N.º 3, formado por aviones A-37, Su-22 y Mirage 5 de la FAP para apoyar a la Infantería de Selva.
Las acciones de armas en tierra no fueron muchas debido a que la cantidad de combatientes que intervinieron no fue numerosa.
El 30 de enero de 1981, las tropas peruanas recuperan el «PV-22» (Falso Paquisha), al día siguiente recuperan el «PV-3», y el 1 de febrero de 1981, recuperan el «PV-4» (Nuevo) o «falso Mayaico».
Para ese día, el conflicto había aparentemente acabado pero luego los peruanos descubrieron que más tropas del Ecuador se habían establecido en otros 3 puestos militares y en 3 puntos de la frontera nororiental de la Cordillera del Cóndor. Eran los puestos «PV El Mirador», «PV-4-A» y «PV-4-B» (Antiguo).
El 19 de febrero de 1981 los peruanos recuperan el «PV Jiménez Banda 2» (Falso Machinaza) y al día siguiente, el 20 de febrero de 1981, los «PV-4-A» y «PV-4-B» (Antiguo).
El 21 de febrero de 1981 la Aviación del Ejército del Perú destruyó las últimas instalaciones militares del Ejército del Ecuador que aún quedaban en el territorio peruano.

### Tras el conflicto

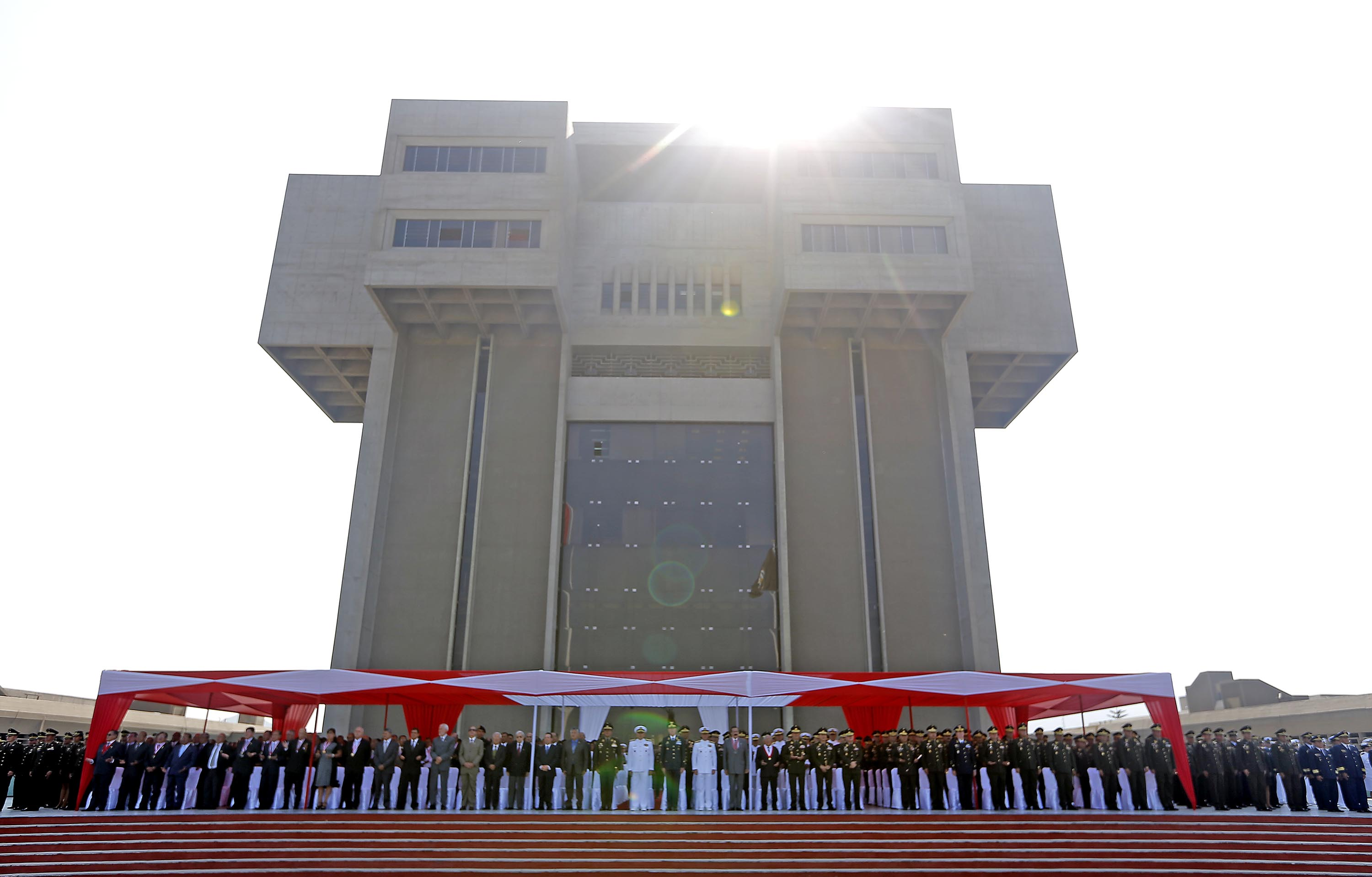
Ceremonia en memoria de los caídos por parte de las fuerzas armadas peruanas en el Cuartel General del Ejército en Lima (2012).

La Organización de Estados Americanos (OEA), tuvo que intervenir a través del acta Sorrosa-Du Bois, fijando las coordenadas de ubicación permitidas para las tropas fronterizas, ratificando la condición de la mencionada cordillera como límite natural entre ambos países.
Según una información periodística peruana, que exhibe una foto que muestra la captura de una poderosa ametralladora antiaérea múltiple de 4 cañones de 50 mm de calibre en «Falso Paquisha», la instalación de este tipo de armamento representó el símbolo de la gravedad de la premeditada invasión ecuatoriana en territorio peruano, a través de la Cordillera del Cóndor. Según los especialistas, solo un destacamento de alto valor estratégico justifica la instalación de una pieza de artillería de estas características. En efecto, en 1977 los Comandantes Generales de los Ejércitos peruano y ecuatoriano, replegaron de común acuerdo los Puestos de Vigilancia; pero las fuerzas armadas ecuatorianas debido a la falta de vigilancia en la accidentada selva, construyeron de modo oculto campamentos militares en los puestos de vigilancia desocupados por el Perú en la Cordillera del Cóndor, bautizándolos con nombres de pueblos ecuatorianos ubicados más al norte. Así fue que instalaron los campamentos militares: Paquisha, Mayaycu y Machinaza, que fueron detectados por el Perú a partir del 22 de enero de 1981 en un primer momento por un helicóptero del Ejército Peruano.
Otra segunda ametralladora de iguales características sería capturada por los soldados peruanos en el Puesto «Falso Machinaza» (denominado por los peruanos «Jiménez Banda 2») que era otro de los puestos invadidos por los ecuatorianos.
En el libro Paquisha toda la verdad del escritor ecuatoriano Claudio Mena dicho autor sostiene según versiones de la prensa peruana el presidente ecuatoriano Jaime Roldós Aguilera tenía planeado inaugurar el 12 de febrero esos puestos de vigilancia que Ecuador había instalado en territorio del Perú para demostrar al mundo que ese territorio era «suelo ecuatoriano».